# 第二航空艦隊
第二航空艦隊（だいにこうくうかんたい）とは、日本海軍の基地航空部隊である。

## 歴史
1944年6月15日創設。
1944年7月23日図上演習で第二航空艦隊は、昼間攻撃、薄暮攻撃、T攻撃部隊による夜間攻撃の三者を攻撃部署として各種組み合わせによって第1から第4まで定め、状況に応じてそのいずれかを適用する戦法を示した。これは後日、第六基地航空部隊が規定した戦策に発展したものである。この2航艦が示した作戦実施過程は、索敵の結果以外、作戦指導、戦果報告、損害など台湾沖航空戦と類似した内容であった。また、次期決戦の主力を自負する2航艦司令部はたとえ敵来攻方面が第三航空艦隊の担任要域でも2航艦が全基地航空部隊を統一指揮すべきであり、3航艦は支援に回るべきという思想を持っていた。
1944年8月21日連合艦隊長官豊田副武大将は「T攻撃部隊編成並びに作戦要領」を下達し、第二航空艦隊専属T部隊指導部が発足。9月1日付で762空付兼2航艦参謀として指導部員が任命された。
第2航空艦隊司令長官福留繁中将は、1944年10月10日那覇空襲を受けて、T部隊に夜間攻撃を命令するが断念。11日早朝に索敵を行い、正午に機動部隊を発見すると18時30分12日の作戦要領を発令した。
12日からの台湾沖航空戦で2航艦は大戦果を報告したが、18日第九〇一海軍航空隊偵察機が敵機動部隊を再発見し、後に戦果誤認が発覚する。
レイテ沖海戦に備え、台湾の第二航空艦隊はルソン島に進出した。
1944年10月22日福留長官は第一航空艦隊長官大西瀧治郎中将から第二航空艦隊も特攻を採用するようにと説得され断ったが、第一航空艦隊の特攻戦果が出た25日第二航空艦隊も特攻採用を決定する。第一航空艦隊と第二航空艦隊を統合した連合基地航空隊が編成された。福留が指揮官、大西が参謀長を務めた。2航艦は1944年10月27日第二神風特別攻撃隊を編制して出撃させて以降、解散するまで特攻隊を送った。
1945年1月8日解散。

## 歴代長官
司令長官
1. 福留繁中将：1944年6月15日‐1945年1月8日

参謀長
1. 杉本丑衛 少将：1944年6月15日 - 1944年10月27日
2. 菊池朝三 少将：1944年10月27日 - 1945年1月8日